# Lithacodia subcoena
Lithacodia subcoena là một loài bướm đêm trong họ Noctuidae.